# Juan Pérez (handebolista)
Juan "Juancho" Pérez Márquez (Badajoz, 3 de janeiro de 1974) é um ex-handebolista profissional espanhol, medalhista olímpico.